# Song biến Trung Quốc
Song biến Trung Quốc (danh pháp khoa học: Asystasiella chinensis) là một loài thực vật có hoa trong họ Ô rô.
Loài này được S.Moore mô tả khoa học đầu tiên năm 1875 dưới danh pháp Asystasia chinensis. Năm 1973, E.Hossain chuyển nó sang chi Asystasiella.